# Saison 2021 de l'équipe cycliste masculine BikeExchange
La saison 2021 de l'équipe cycliste masculine BikeExchange est la dixième de cette équipe.

## Coureurs et encadrement technique

### Arrivées et départs
| Coureur               | Provenance     | Durée contrat |
| --------------------- | -------------- | ------------- |
| Kevin Colleoni        | Biesse-Arvedi  | 2021-2022     |
| Amund Grøndahl Jansen | Jumbo-Visma    | 2021-2022     |
| Tanel Kangert         | EF Pro Cycling | 2021-2022     |
| Michael Matthews      | Sunweb         | 2021-2022     |

| Coureur          | Nouvelle équipe        | Durée contrat |
| ---------------- | ---------------------- | ------------- |
| Edoardo Affini   | Jumbo-Visma            | 2021-2023     |
| Michael Albasini | Retraite               |               |
| Jack Haig        | Bahrain Victorious     | 2021-2023     |
| Daryl Impey      | Israel Start-Up Nation | 2021-2022     |
| Adam Yates       | Ineos Grenadiers       | 2021-2022     |

### Effectif actuel
| Coureur                 | Date de Nais.             | Equipe en 2020     | Cont. |
| ----------------------- | ------------------------- | ------------------ | ----- |
| Jack Bauer              | 7 avril 1985 (36 ans)     | Mitchelton-Scott   | 2022  |
| Sam Bewley              | 22 juillet 1987 (34 ans)  | Mitchelton-Scott   | 2022  |
| Brent Bookwalter        | 16 février 1984 (37 ans)  | Mitchelton-Scott   | 2021  |
| Esteban Chaves          | 17 janvier 1990 (31 ans)  | Mitchelton-Scott   | 2021  |
| Kevin Colleoni          | 11 novembre 1999 (22 ans) | Biesse-Arvedi      | 2022  |
| Luke Durbridge          | 9 avril 1991 (30 ans)     | Mitchelton-Scott   | 2022  |
| Alexander Edmondson     | 22 décembre 1993 (28 ans) | Mitchelton-Scott   | 2022  |
| Goh Choon Huat          | 14 octobre 1990 (31 ans)  | Terengganu Inc-TSG | 2021  |
| Tsgabu Grmay            | 25 août 1991 (30 ans)     | Mitchelton-Scott   | 2021  |
| Kaden Groves            | 23 décembre 1998 (23 ans) | Mitchelton-Scott   | 2021  |
| Lucas Hamilton          | 12 février 1996 (25 ans)  | Mitchelton-Scott   | 2022  |
| Michael Hepburn         | 17 août 1991 (30 ans)     | Mitchelton-Scott   | 2021  |
| Damien Howson           | 13 août 1992 (29 ans)     | Mitchelton-Scott   | 2022  |
| Amund Grøndahl Jansen   | 11 février 1994 (27 ans)  | Jumbo-Visma        | 2022  |
| Christopher Juul Jensen | 6 juillet 1989 (32 ans)   | Mitchelton-Scott   | 2021  |

| Coureur            | Date de Nais.              | Equipe en 2020   | Cont. |
| ------------------ | -------------------------- | ---------------- | ----- |
| Tanel Kangert      | 11 mars 1987 (34 ans)      | EF Pro Cycling   | 2022  |
| Alexander Konyshev | 25 juillet 1998 (23 ans)   | Mitchelton-Scott | 2021  |
| Michael Matthews   | 26 septembre 1990 (21 ans) | Sunweb           | 2022  |
| Cameron Meyer      | 11 janvier 1988 (33 ans)   | Mitchelton-Scott | 2022  |
| Luka Mezgec        | 27 juin 1988 (33 ans)      | Mitchelton-Scott | 2022  |
| Mikel Nieve        | 26 mai 1984 (37 ans)       | Mitchelton-Scott | 2021  |
| Barnabás Peák      | 29 novembre 1998 (23 ans)  | Mitchelton-Scott | 2021  |
| Nick Schultz       | 13 septembre 1994 (27 ans) | Mitchelton-Scott | 2022  |
| Callum Scotson     | 10 août 1996 (25 ans)      | Mitchelton-Scott | 2022  |
| Dion Smith         | 3 mars 1993 (28 ans)       | Mitchelton-Scott | 2022  |
| Robert Stannard    | 16 septembre 1998 (23 ans) | Mitchelton-Scott | 2022  |
| Simon Yates        | 7 août 1992 (29 ans)       | Mitchelton-Scott | 2022  |
| Andrey Zeits       | 14 décembre 1986 (35 ans)  | Mitchelton-Scott | 2021  |

## Champions nationaux, continentaux et mondiaux
| Date           | Course                                         | Maillot | Coureurs      | Pays      | Lieu      |
| -------------- | ---------------------------------------------- | ------- | ------------- | --------- | --------- |
| 7 février 2021 | Championnats d'Australie de cyclisme sur route |         | Cameron Meyer | Australie | Buninyong |